# Азиатски цепкоклюн щъркел
Азиатският цепкоклюн щъркел (Anastomus oscitans) е вид птица от семейство Щъркелови (Ciconiidae). Видът е незастрашен от изчезване.

## Разпространение
Разпространен е в Бангладеш, Камбоджа, Индия, Лаос, Мианмар, Непал, Пакистан, Шри Ланка, Тайланд и Виетнам.